# Раскина, Александра Александровна
Александра Александровна Раскина (род. 16 мая 1942) — советский лингвист, литератор, член американского общества славистов и автор мемуарных очерков.

## Биография
Родилась в семье писателей Фриды Вигдоровой и Александра Раскина, которые в то время находились в эвакуации в Ташкенте; в конце 1943 года семья вернулась в Москву. В возрасте 17 лет поступила на вечернее романо-германское отделение филологического факультета МГУ, однако вскоре перевелась со второго на первый курс Отделения теоретической и прикладной лингвистики (ОТиПЛ). В университете обучалась у В. А. Звегинцева, А. А. Зализняка, Ю. А. Шихановича. Особый интерес проявляла к математике. С декабря 1959 по 1960гг. работала в лаборатории машинного перевода. Из воспоминаний:
"Я попала лаборанткой в английскую группу. Там занимались тем, что составляли блок-схемы машинного перевода с английского языка на русский, а я проверяла блок-схемы: работает или не работает, — то есть была как машина." 
В 1962 г. вышла замуж за А. Д. Вентцеля - преподавателя мехмата МГУ, который вёл теорию вероятностей у студентов ОТиПЛ.
В 1965 г. окончила ОТиПЛ в составе первого выпуска. С 1965 по 1990 год А. А. Раскина работала во Всесоюзном институте научной и технической информации (ВИНИТИ) в области лингвистического обеспечения информационно-поисковых систем; работала в отделе семиотики ВИНИТИ РАН под руководством Ю. А. Шрейдера, занималась омонимией флексий при составлении словаря русских словоформ. Вместе с Б.Ю. Городецким (также один из первых выпускников ОТиПЛ МГУ) принимали активное участие в проведении московских Олимпиад по языковедению и математике — в частности, в составлении задач, проверке работ, разборе решений.
В 1967 г. у неё с мужем родилась дочь Анна.
Осенью 1968 года поступала в аспирантуру в ВИНИТИ АН СССР.
В 1991 году с мужем и дочерью уехала в США. В настоящее время живёт в Новом Орлеане и преподаёт русский язык и литературу в университете Тулейн.
В 2010—2011 годах в журнале «Семья и школа» печатались материнские дневники Фриды Вигдоровой под названием «Девочки», подготовленные к публикации А. А. Раскиной.

## Научные публикации
1967 г.:
- Раскина А.А. Автоматический словарь — М.: б. и., 1967. — 59 л.; 30 см. (в соавторстве с  Чепиго Т.)

1972 г.:
- Раскина А.А. Использование словаря-справочника омонимии флексий при автоматической обработке текста. – Семинар стран-членов СЭВ «Автоматическая обработка текстов на естественных языках», Ереван, АрмНИИНТИ. (первый соавтор - Кнорина Л. В.)

1976 г.:
- Раскина А. А. Методические и технологические аспекты описания парадигматики ИПЯ объектно-признакового типа // Вопросы информационной теории и практики. № 1 (28). М.: ВИНИТИ, 1976.
- Раскина А.А. О понятии "фактографическая информация" // Вопросы информационной теории и практики. 1976. -N1(28). - С. 7-16. (первый соавтор - Кристальный Б. В., третий - Сидоров И.С.)
- Раскина А. А. Семантические основания объектно-признаковых языков // НТИ. Сер. 2. – 1976. – №5. – С. 18–25. (в соавторстве с Сидоровым И. С. и Шрейдером Ю. А.)

1979 г.:
- Раскина А.А. Язык объектно-признаковых фраз // Вопросы информационной теории и практики. 1979. -№42. - С. 19-48. (первый соавтор - Кристальный Б. В., третий - Сидоров И.С.)
- Раскина А. А. Вопросы информационной теории и практики. 1979. -№42. - С. 19-48. (первый соавтор - Кристальный Б. В., третий - Сидоров И.С.)
- Раскина А.А. Логико-лингвистические аспекты проблемы обработки вопросов в фактографической ИПС // Вопросы информационной теории и практики. -1979. -№ 42. С. 109-116. (в соавторстве с Солодовником М.П.)

1985 г.:
- Раскина А. А. (1985) Об интеллектуальности автоматизированных фактографических ИПС // НТИ. Сер.2. - 1985. - N 12. - с.4-11. (в соавторстве с Кристальным Б.В., Войскунским В.Г. (первые соавторы), Сидоровым И.С., Шарыгиным В.И.)

1987 г.:
- Раскина А. А. (1987) Рубрикатор как информационно-поисковый язык // АН СССР, ВИНИТИ. — Препр. — Москва : ВИНИТИ, 1987. — 19,[1] с.; 22 см. (первый соавтор - Кристальный Б. В.)

1992 г.:
- Раскина А. А. и др. (1992) Поиск по рубрикаторам в информационных массивах : Метод. рекомендации // ВИНИТИ; — Москва : ВИНИТИ, 1992. — 7,[1] с.; 29 см.

## Семья
- Сестра — Галина (1937—1974), учительница физики, трагически погибла.
- Муж — А.Д. Вентцель (род. 1937)
  - Дочь — Анна (род. 1967)

Выйдя замуж за Александра Дмитриевича Вентцеля, А. Раскина также стала свойственницей советского математика, логика и философа Юлия Анатольевича Шрейдера - его жена, Татьяна Дмитриевна Вентцель, приходилась родной сестрой мужу А. Раскиной.